# Congrès national indien
Cette page contient des caractères d'alphasyllabaires indiens. En cas de problème, consultez Aide:Unicode.
Pour les articles homonymes, voir INC et Congrès (homonymie).
Le Congrès national indien (en hindi : भारतीय राष्ट्रीय कांग्रेस ; en anglais : Indian National Congress ou INC) est l'un des principaux partis politiques d'Inde.
Le Congrès a été fondé en 1885, pendant le Raj britannique. Il devient, à partir du début du XXe siècle, l'acteur majeur du mouvement pour l'indépendance de l'Inde, rassemblant plus de 15 millions de membres dans son opposition à la colonisation. À partir de 1915, le Mahatma Gandhi en devient une des figures principales, aux côtés de Jawaharlal Nehru, Vallabhbhai Patel.
Après l'Indépendance en 1947, le Congrès domine la vie politique indienne jusqu'à la fin des années 1970 sous la conduite des Premiers ministres Jawaharlal Nehru, Lal Bahadur Shastri et Indira Gandhi qui adoptent une politique d'inspiration socialiste. Il doit depuis faire face à l'opposition d'abord du Janata Party puis de partis régionaux et du Bharatiya Janata Party. Dans les années 1990, le Congrès préside à la libéralisation de l'économie indienne.
Le Congrès est au pouvoir de 2004 à 2014 sous la direction du Premier ministre Manmohan Singh au sein de l'Alliance progressiste unie. Il connait en 2014 sa pire défaite depuis l'Indépendance, ne remportant que 44 sièges à la Lok Sabha.
Dans le paysage politique indien, le Congrès est considéré comme un parti de centre gauche et il se réclame de la laïcité, de la justice sociale et du développement inclusif.

## Idéologie

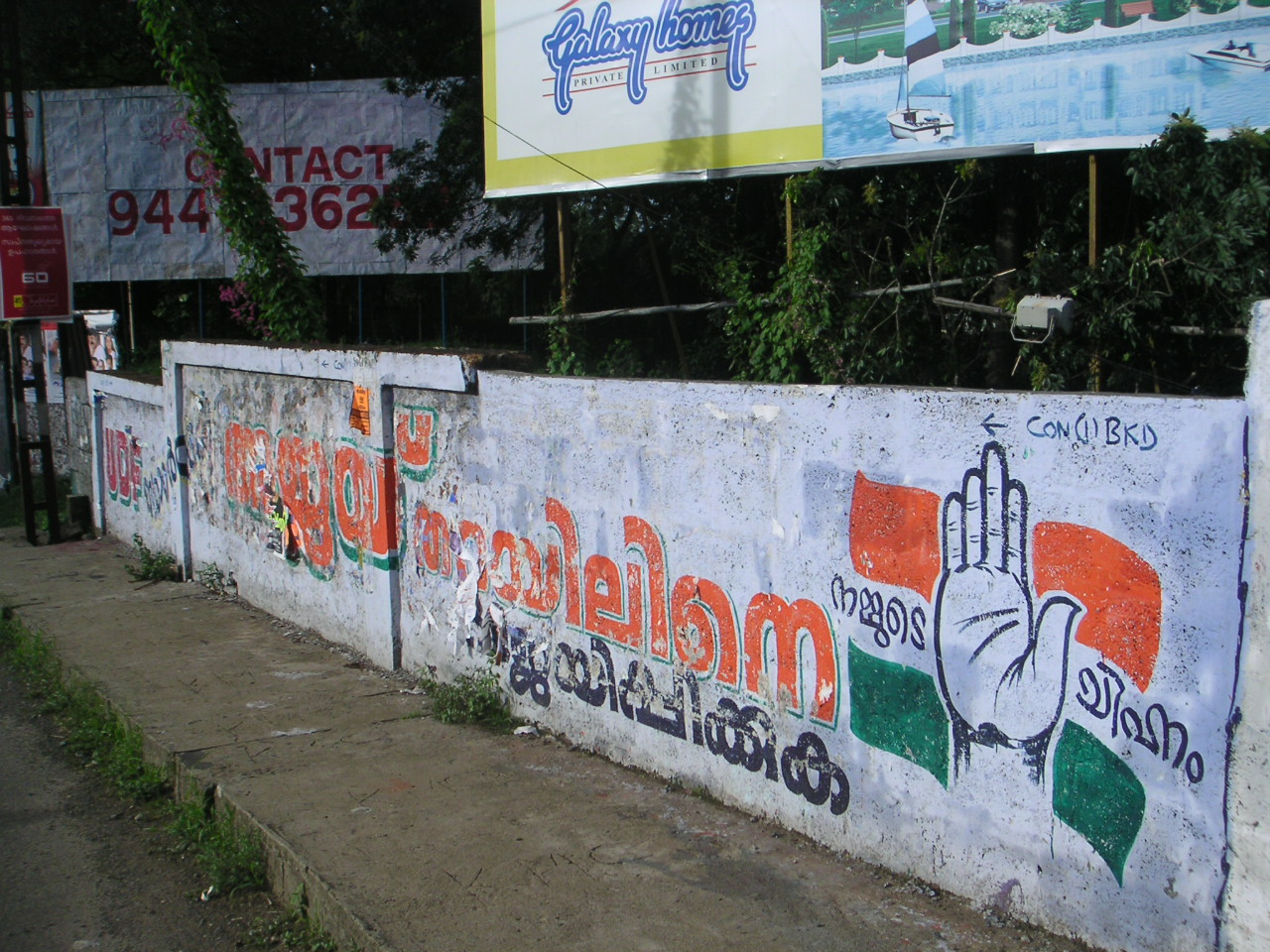
Mur aux couleurs du Congrès dans le Kerala.

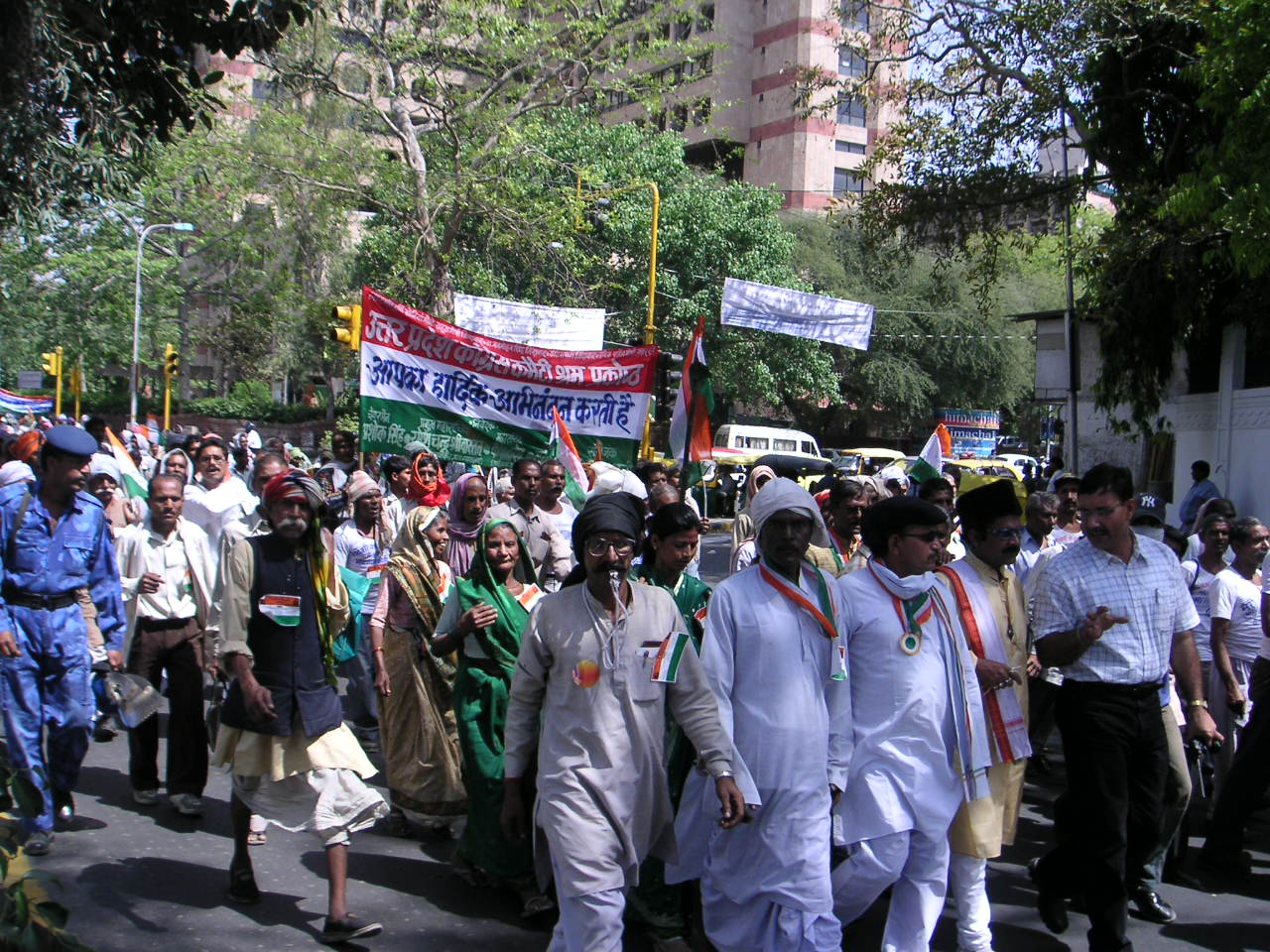
Rassemblement de partisans du Congrès à Delhi.

À partir des années 1920, pendant la lutte pour le Swaraj (indépendance), le Congrès adhère aux principes de Gandhi de non-violence et d'harmonie entre les classes sociales. Après l'Indépendance, le Congrès affirme son soutien à la démocratie parlementaire et devient le parti dominant de la vie politique indienne, continuant d'abriter en son sein des courants parfois divergents, notamment des socialistes comme Jawaharlal Nehru et des conservateurs tel que Vallabhbhai Patel,. Au niveau national, le parti proclame sous la direction de Nehru vouloir suivre un « schéma socialiste de la société » : le Congrès favorise une économie mixte avec un secteur public important et des mesures devant mettre fin à la misère et au chômage. Mais malgré cette orientation nationale marquée à gauche, la structure souple du parti permet alors aux courants conservateurs de continuer à évoluer au sein du Congrès, notamment au niveau local.
Sous les mandats d'Indira Gandhi, le Congrès adopte un tournant socialiste plus marqué : elle met l'accent dans ses programmes électoraux sur la disparition de la pauvreté et des injustices et son gouvernement procède à des nationalisations. Cette nouvelle orientation crée une fracture avec l'aile droite du parti, alors conduite par Morarji Desai, qui aboutit à une scission.
À partir des années 1980 et, plus encore, dans les années 1990, le Congrès adopte des positions plus favorables au secteur privé et favorise la libéralisation de plusieurs secteurs de l'économie et les investissements étrangers. Toutefois, face au BJP, le Congrès continue de se réclamer de la justice sociale et du développement inclusif.
Le parti se définit également comme « nationaliste » ce qui, selon Nehru, signifie l'« unité dans la diversité » et la reconnaissance que l'Inde compte de nombreuses religions, langues et cultures différentes. De même, le Congrès défend historiquement la laïcité et la protection des minorités religieuses.

## Histoire

### Avant l'Indépendance

#### Fondation et premières années
Le Congrès national indien est fondé en 1885 par des membres britanniques de la Société théosophique, dont l'Écossais Allan Octavian Hume. Une invitation à la première Union nationale indienne est envoyée en mars 1885 pour une réunion prévue à Pune en décembre de la même année. L'objectif initial est d'obtenir une participation plus importantes des Indiens éduqués au gouvernement du Raj britannique et de créer un espace de dialogue civique et politique entre eux et les autorités.
La première réunion est finalement déplacée à Bombay, en raison d'une épidémie de choléra à Poona. Elle est organisée du 28 au 31 décembre 1885 avec l'approbation du vice-roi lord Dufferin. Womesh Chandra Bonnerjee est élu premier président du Congrès. Parmi les soixante-douze délégués présents, cinquante-quatre sont hindous et deux musulmans.
| |
| Gopal Krishna Gokhale, partisan de réformes sociales et nationaliste modéré, est élu président du Congrès en 1905. |

|                                                                     |
| Bal Gangadhar Tilak (debout), un « extrémiste », s'exprime en 1907. |

Dans les années qui suivent, les revendications du Congrès deviennent plus radicales face au refus constant du gouvernement britannique d'y donner droit et plusieurs courants émergent. Gopal Krishna Gokhale, président du Congrès en 1905, mène l'aile « modérée », qui favorise les réformes sociales en même temps que politiques mais ne met pas l'accent sur l'activisme public. L'aile « extrémiste » souhaite un mouvement plus militant et considère que les réformes sociales sont une distraction du nationalisme. Parmi les « extrémistes », Bal Gangadhar Tilak tente de mobiliser les Indiens hindous par une rhétorique centrée sur une identité politique hindoue.
Parmi les autres personnalités du Congrès à cette époque figurent Dadabhai Naoroji (membre de l'organisation sœur l'Association nationale indienne, président du Congrès en 1886 et premier Indien député à la Chambre des communes du Royaume-Uni de 1892 à 1895), Bipin Chandra Pal, Lala Lajpat Rai, Gopal Krishna Gokhale et Muhammad Ali Jinnah (qui prend plus tard la tête de la Ligue musulmane et joue un rôle central dans la création du Pakistan).
Le Congrès devient un mouvement plus important lors de l'agitation créée par la partition du Bengale en 1905 et du mouvement Swadeshi qui en découle, avec la participation de Surendranath Banerjee et Henry Cotton.

#### Mouvement de masse

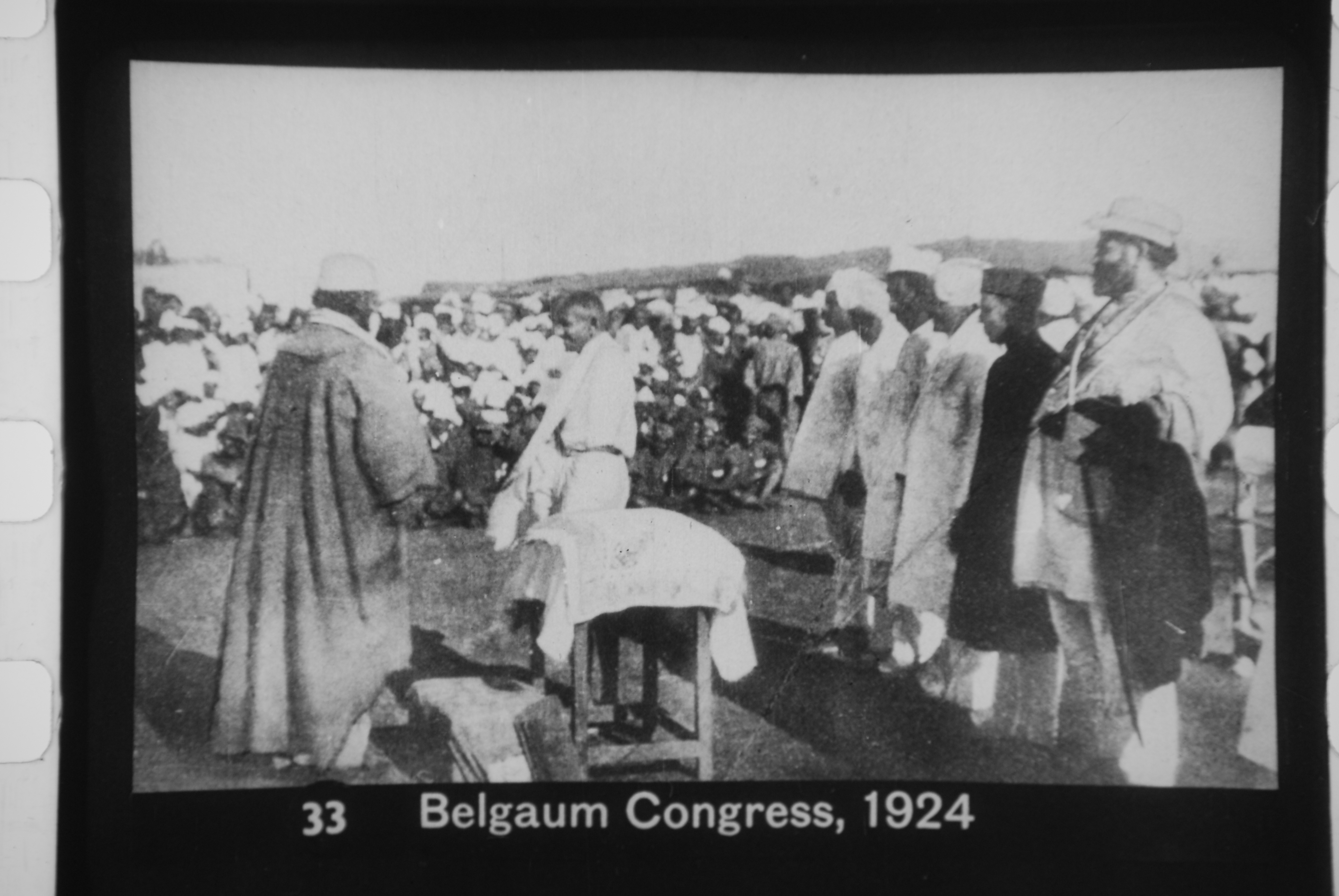
Gandhi à la conférence du Congrès de 1924.

Mohandas Karamchand Gandhi rentre d'Afrique du Sud, où il a acquis une réputation de militant nationaliste et théoricien, en 1915. Avec l'aide de l'aile modéré de Ghokale, il devient une figure importante du Congrès et participe à plusieurs mobilisations de paysans contre les autorités coloniales. Dans les années 1920, le Congrès s'allie au mouvement Califat et fait de la non-coopération un des principes fondamentaux de son militantisme. Le parti subit toutefois une scission avec la création du Swaraj Party par Chitta Ranjan Das, Annie Besant et Motilal Nehru qui participent aux élections boycottées par le Congrès.
Gandhi et sa méthode du Satyagraha deviennent toutefois très populaires et il entraine avec lui la plupart des dirigeants du Congrès, notamment Vallabhbhai Patel, Jawaharlal Nehru, Rajendra Prasad, Khan Mohammad Abbas Khan, Khan Abdul Ghaffar Khan, Chakravarti Rajagopalachari, Anugrah Narayan Sinha, Jayaprakash Narayan, Jivatram Kripalani ou Maulana Abul Kalam Azad. Les mouvements de désobéissance du Congrès sont toutefois réprimés par l'administration coloniale et de nombreux dirigeants du Congrès, dont Gandhi lui-même, effectuent plusieurs séjours en prison.
Lors de la conférence de 1929 à Lahore, le Congrès — sous la présidence de Jawaharlal Nehru — adopte comme objectif le Purna Swaraj, c'est-à-dire l'indépendance complète de l'Inde. Le 26 janvier 1930 est déclaré comme Purna Swaraj Diwas, le Jour de l'Indépendance.
En 1931, le pacte Gandhi-Irwin marque un adoucissement relatif de la répression du gouvernement colonial contre le Congrès et permet la participation de Gandhi à la conférence de la table-ronde sur l'avenir constitutionnel de l'Inde. Toutefois, les Britanniques remettent en cause la capacité du Congrès à représenter tous les Indiens et invitent notamment la Ligue musulmane pour représenter les musulmans et B.R. Ambedkar pour représenter les basses castes. En 1934, le Congrès participe pour la première fois aux élections, qu'il remporte. En 1935, Government of India Act est adopté et accroit la participation des Indiens au gouvernement du Raj. Les élections provinciales de 1937 voient le Congrès former le gouvernement dans huit des onze provinces contestées.
En 1939, le vice-roi Linlithgow déclare la guerre à l'Allemagne au nom de l'Inde, sans consulter les élus indiens. En protestation, l'ensemble des gouvernements provinciaux du Congrès démissionnent en octobre et novembre 1939.

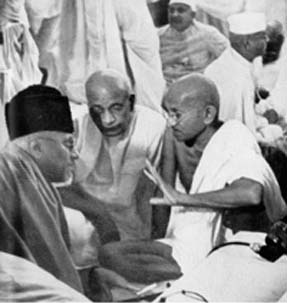
Azad, Patel et Gandhi à une réunion du comité pan-indien du Congrès à Bombay en 1940.

La Seconde Guerre mondiale est un moment de tension au sein du Congrès, qui abrite alors en son sein des tendances très diverses, des socialistes radicaux aux conservateurs hindous et musulmans. Les organisations socialistes sont exclues du parti en 1939 et Subhas Chandra Bose, qui est alors le président du Congrès, démissionne la même année,. En 1943, il fonde à Singapour— avec le soutien du Japon alors en guerre contre la Grande-Bretagne — l'Azad Hind, qui se revendique gouvernement indien ,. Bien que l'Azad Hind ait été formé en dehors du Congrès, ce dernier soutient après la Guerre les soldats qui ont combattu avec le Japon lorsque ceux-ci sont jugés par les Britanniques.

### Après l'Indépendance

#### Jawaharlal Nehru et Lal Bahadur Shastri (1947-1966)

Jawaharlal Nehru, premier Premier ministre de l'Inde (1947-1964).

L'Inde devient indépendante le 15 août 1947 au prix de la partition avec le Pakistan à laquelle Gandhi s'oppose mais que les principaux dirigeants du Congrès finissent par accepter. Jawaharlal Nehru devient alors Premier ministre et le Congrès domine la vie politique en remportant de larges victoires aux élections de 1952, 1957 et 1962.
Pendant son mandat, Nehru met en place une politique d'industrialisation par substitution aux importations et favorise une économie mixte où coexiste un important secteur public avec le secteur privé. Les investissements du gouvernement se dirigent alors vers l'industrie — acier, fer, charbon, énergie — et des politiques protectionnistes sont mises en place. En plus de la politique d'industrialisation d'inspiration socialiste, le Congrès se fait également partisan d'un État laïc et d'une politique étrangère non-alignée qui permet à l'Inde de recevoir l'aide financière et technique à la fois du Bloc de l'Est et du Bloc de l'Ouest,.
En 1964, la mort de Nehru provoque un vide politique,,. Sous l'influence de K. Kamaraj, président du comité pan-indien du Congrès, le populaire Lal Bahadur Shastri devient Premier ministre,. Il garde au sein de son gouvernement de nombreuses figures du gouvernement de Nehru et nomme Indira Gandhi, la fille de Nehru, au poste de ministre de l'Information et de la Radio-télédiffusion.
En tant que Premier ministre, Lal Bahadur Shastri poursuit la politique de non-alignement de Nehru mais, alors que la Chine — avec laquelle l'Inde est en guerre en 1962 — noue des liens militaires avec le Pakistan, il se rapproche de l'Union des républiques socialistes soviétiques. Il fait également la promotion de la Révolution blanche et crée la Commission nationale de développement des produits laitiers afin d'accroitre la production et la distribution de lait. En 1965, Lal Bahadur Shastri conduit l'Inde à la victoire à l'issue de la Deuxième guerre indo-pakistanaise et galvanise le pays avec le slogan « Jai Jawan Jai Kisan » (« Victoire au soldat, victoire au paysan ». Le 10 janvier 1966, Lal Bahadur Shastri signe la déclaration de Tachkent avec le Pakistan. Il meurt le lendemain, d'une crise cardiaque.

#### Indira Gandhi (1966-1984)

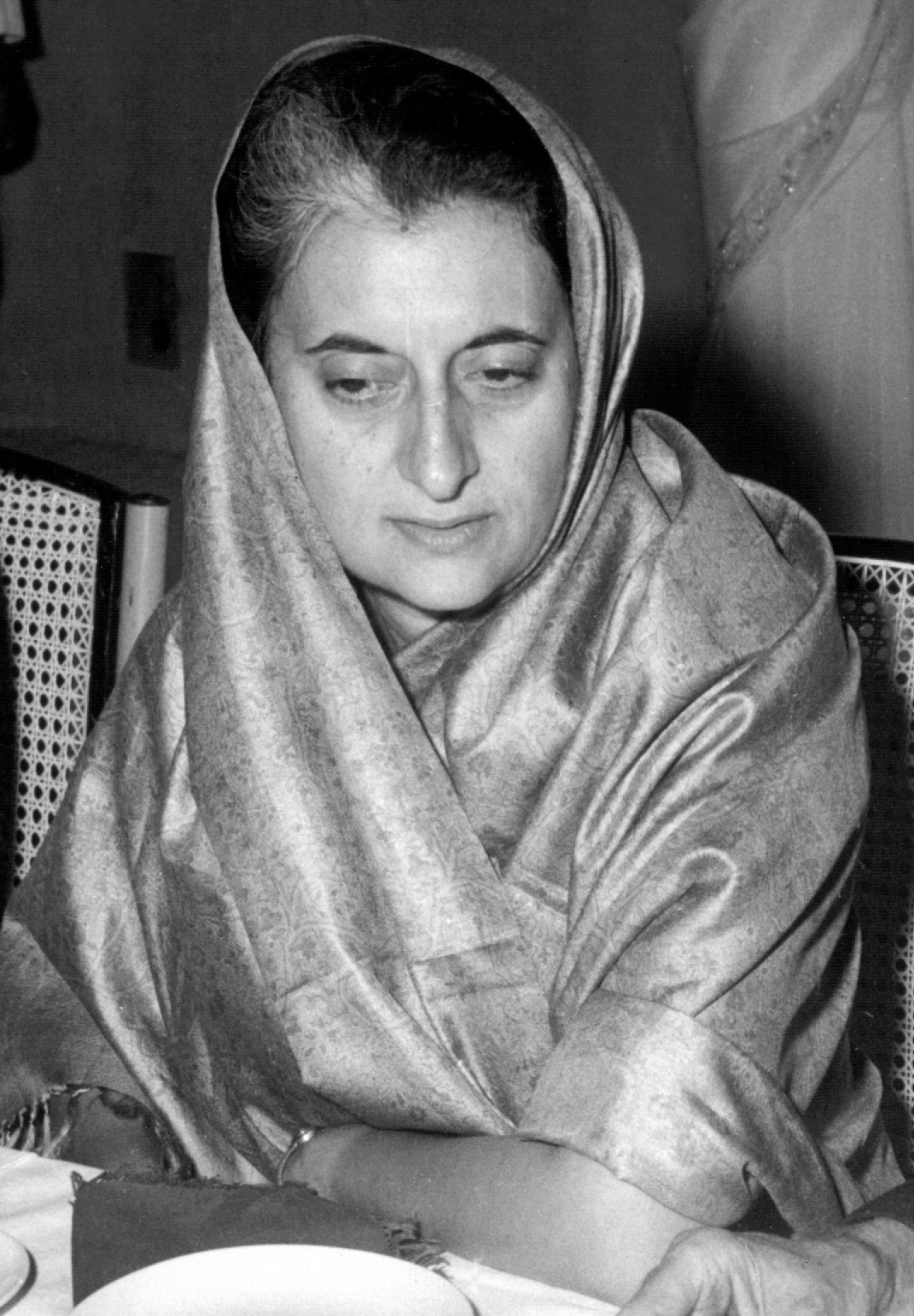
Indira Gandhi, Première ministre de 1966 à 1977 et de 1980 à 1984. Seule femme à avoir exercé cette fonction.

À la mort de Lal Bahadur Shastri, Indira Gandhi est choisie pour lui succéder face à Morarji Desai, chef de file de l'aile droite du parti. Le Congrès gagne une nouvelle fois les élections en 1967 mais avec une majorité réduite, ce qui conduit Indira Gandhi à adopter des positions plus à gauche. Ce changement conduit à des tensions entre la Première ministre et la direction du parti et elle est finalement exclue du Congrès en 1969 par son président S. Nijalingappa,. Indira Gandhi lance toutefois sa propre faction, le Congrès (R) (pour « Ruling ») et est soutenue par la majorité des députés du Congrès et seuls soixante-cinq restent au sein du parti officiel, le Congrès (O), dirigé par K. Kamaraj.
Le gouvernement d'Indira Gandhi nationalise les quatorze plus importantes banques d'Inde en 1969 et, lors des élections de 1971, elle fait campagne avec un programme populiste, promettant l'élimination de la pauvreté (« Garibi Hatao ») et l'abolition des Privy Purses versés aux anciens maharajas. Elle remporte une victoire écrasante contre le Congrès (O) conduit par Morarji Desai. Après les élections, la Commission électorale indienne reconnait le Congrès (R) comme le Congrès national indien officiel.
Toutefois, la popularité d'Indira Gandhi diminue au cours des années 1970 ce qui la pousse à adopter des politiques plus autoritaires. Le 12 juin 1975, la Haute Cour d'Allahabad invalide son élection à Lok Sabha pour fraude électorale mais Indira Gandhi refuse de démissionner et annonce faire appel à la Cour suprême. Alors que l'agitation monte, la Première ministre ordonne l'arrestation des chefs de l'opposition participant aux manifestations et recommande au président Fakhruddin Ali Ahmed de déclarer l'état d'urgence, ce qui est fait le 25 juin 1975.
Cette procédure, prévue par la Constitution, permet au gouvernement d'Indira Gandhi — assistée de son fils Sanjay Gandhi — de disposer d'importants pouvoirs : les opposants sont emprisonnés, les élections repoussées et le Parlement adopte plusieurs amendements à la Constitution afin d'empêcher l'immixtion de la justice dans la conduite du gouvernement,,. Indira Gandhi annonce le 23 janvier 1977 la fin de l'état d'urgence, la libération de tous les prisonniers politiques et la convocation de nouvelles élections. Celles-ci ont lieu en mars 1977 : pour la première fois depuis l'Indépendance, le Congrès est défait face à une coalition des partis d'opposition appelée Janata Party. Indira Gandhi perd elle-même son siège à la Lok Sabha face au candidat du Janata. Morarji Desai, l'ancien opposant d'Indira Gandhi au sein du Congrès, devient Premier ministre
Alors qu'Indira Gandhi est plusieurs fois arrêtée et jugée pour ses actions pendant l'état d'urgence (elle n'est toutefois reconnue coupable que d'avoir violé les privilèges du Parlement), une partie du Congrès souhaite l'écarter bien que les procès intentés par le gouvernement du Janata Party et sa proximité affichée avec les pauvres et les Dalits lui permettent de regagner en popularité. En janvier 1978, Indira Gandhi conduit ainsi une nouvelle scission du Congrès, le Congrès (I) (I pour « Indira »). Elle réussit à retrouver un siège à la Lok Sabha à la faveur d'une élection partielle en novembre 1978. Durant cette période, le Congrès — qui regagne en popularité — devient un parti très centralisé et les leaders locaux sont désormais choisis directement par Indira Gandhi et son fils Sanjay.
Au gouvernement, les différents courants du Janata Party connaissent très vite des frictions. Charan Singh remplace Morarji Desai mais de nouvelles élections sont convoquées dès 1980 : le Congrès (I) remporte le scrutin et Indira Gandhi est de nouveau nommée Première ministre.
En juin 1980, Sanjay Gandhi, le fils d'Indira et son bras droit, meurt dans un accident d'aéroplane,. Après cet accident, Indira pousse son autre fils, Rajiv Gandhi, à entrer en politique.
En 1982, le Congrès (I) est reconnu par un tribunal comme le Congrès officiel.
Le second mandat d'Indira Gandhi est marqué par l'agitation au Pendjab en faveur du Khalistan et les actions de Jarnail Singh Bhindranwale qui se réfugie en 1983 avec ses militants et des armes dans le Temple d'Or d'Amritsar,. En juin 1984, Indira Gandhi ordonne l'opération Blue Star : l'Armée indienne entre dans le Temple pour déloger les insurgés. L'opération fait plusieurs centaines de morts, endommage grandement le Temple d'Or et choque les sikhs.
Quatre mois plus tard, le 31 octobre 1984, deux gardes-du-corps sikhs d'Indira Gandhi, l'assassinent avec leur arme de service au sein de la résidence de la Première ministre,. Des émeutes anti-sikhs qui font plus de 3 000 morts éclatent après l'assassinat.

#### Rajiv Gandhi (1984-1991)

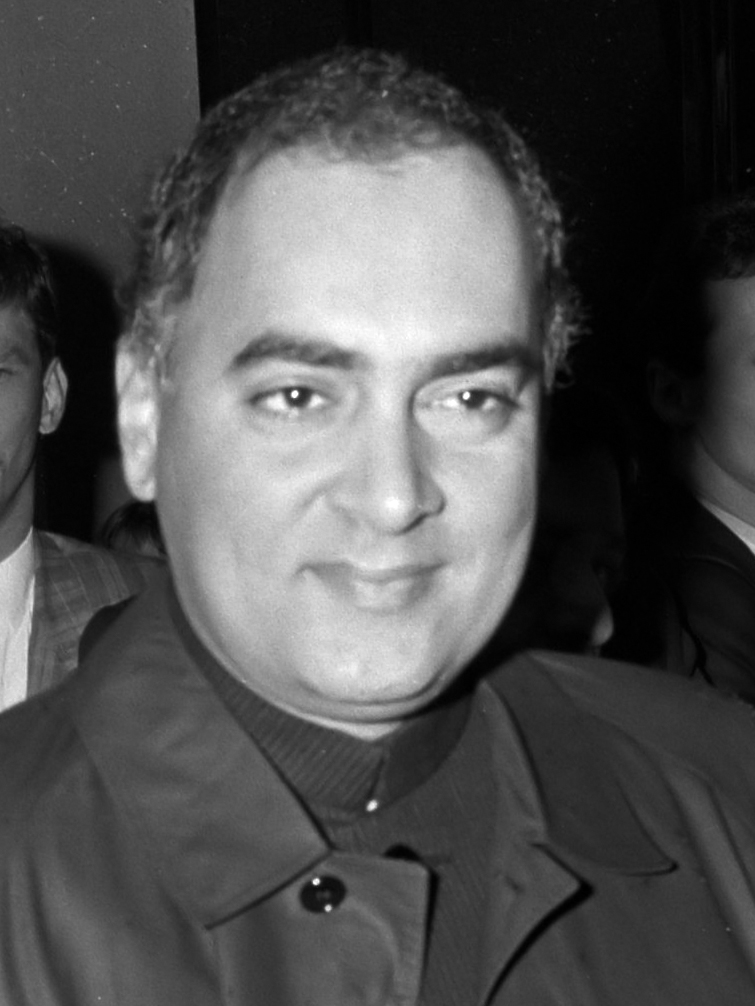
Rajiv Gandhi, Premier ministre de 1984 à 1989.

En 1984, après l'assassinat d'Indira Gandhi, son fils Rajiv devient Premier ministre. En décembre de la même année, il mène le Congrès à une victoire écrasante lors des Élections législatives indiennes de 1984 avec 404 sièges à la Lok Sabha.
Son gouvernement prend des mesures afin de réduire la bureaucratie et libéraliser l'économie. En 1987, Rajiv Gandhi envoie des troupes indiennes au Sri Lanka afin d'y faire appliquer l'accord de paix indo-sri lankais et combattre la guérilla des Tigres tamouls. Toutefois, en Inde, les tentatives de Rajiv Gandhi de mettre fin aux mouvements séparatistes du Pendjab et du Cachemire échouent. Son gouvernement est impliqué dans divers scandales financiers, ce qui handicape son leadership. Bien que Rajiv Gandhi soit généralement vu comme une personnalité consensuelle, qui consulte les adhérents du parti avant de prendre des décisions, le scandale Bofors porte atteinte à son image d'honnêteté et en 1989 le Congrès ne parvient pas à reconduire sa majorité : un gouvernement minoritaire de coalition, le Front national, se met en place.
Malgré la défaite, Rajiv Gandhi se maintient à la tête du Congrès et, en moins de trois ans, le gouvernement s'effondre et des élections anticipées sont organisées. Alors qu'il est en campagne au Tamil Nadu, le 21 mai 1991, Rajiv Gandhi est tué par une bombe cachée dans un panier de fleurs transportés par une femme associée aux Tigres tamouls.

#### Ère des coalitions

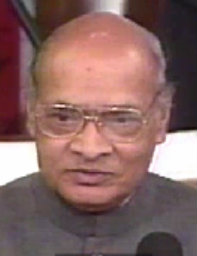
Pamulaparthi Venkata Narasimha Rao est Premier ministre de 1991 à 1996. Il est le premier Premier ministre issu d'Inde du Sud.

Le Congrès remporte les élections de 1991 mais sans obtenir de majorité absolue à la Lok Sabha. Pamulaparthi Venkata Narasimha Rao est élu président du Congrès et devient Premier ministre à la tête d'un gouvernement minoritaire soutenu par les partis de gauche. Narasimha Rao est également ministre du Commerce et de l'Industrie et lance d'importantes réformes de libéralisation de l'économie, ce qui lui vaut le surnom de « père des réformes économiques indiennes », : avec le ministre des Finances Manmohan Singh, il revient sur les politiques d'inspiration socialiste des gouvernements précédents et, aux prises avec une crise économique, applique les réformes préconisées par le Fonds monétaire international,,.
Le mandat de P. V. Narasimha Rao est également marqué par des scandales de corruption et une hausse des tensions communautaires qui culminent avec la destruction de la mosquée de Babri par une émeute nationaliste hindoue. Lors des élections de 1996, le Congrès ne remporte que 140 sièges et est supplanté pour la première fois par le Bharatiya Janata Party (BJP). Rao quitte la tête du gouvernement et démissionne de la présidence du Congrès en septembre. Il est remplacé par Sitaram Kesri, le premier chef non brahmane du parti.

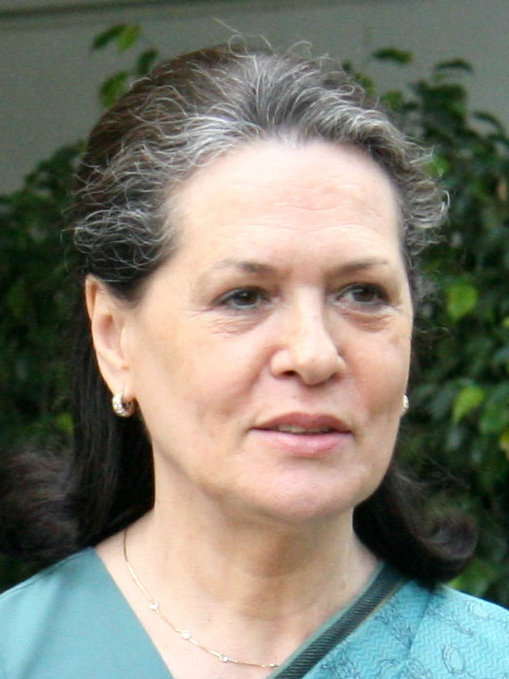
Sonia Gandhi, présidente du Congrès entre 1998 et 2017.

Après l'effondrement du gouvernement Front uni, de nouvelles élections sont convoquées dès 1998 mais le Congrès subit une nouvelle défaite. Le parti fait alors appel à Sonia Gandhi, la veuve de Rajiv Gandhi, qui avait jusqu'à présent refusé d'entrer en politique. En raison de ses origines italiennes, ce choix suscite la polémique au sein du parti et le Parti du congrès nationaliste (NCP) fait scission.
En 1999, le gouvernement de coalition dirigé par Atal Bihari Vajpayee (BJP) perd la majorité à la Lok Sabha : de nouvelles élections sont convoquées et le BJP, à la tête de l'Alliance démocratique nationale (NDA), parvient à s'assurer une coalition majoritaire.
Toutefois, dans les années qui suivent, le Congrès remporte plusieurs succès dans les États. Lors des élections de 2004, alors que le gouvernement NDA sortant, favori en raison des succès économiques enregistrés par l'Inde, fait campagne pour « L'Inde qui brille » (« India Shining »), le Congrès forge des alliances avec les partis régionaux tels que le NCP et le DMK tout en avançant un message centré sur le bien-être des gens ordinaires. À l'issue du scrutin, le Congrès crée la surprise en remportant 145 sièges contre 138 au BJP. Il forme l'Alliance progressiste unie (UPA) et reçoit le soutien extérieur des partis du Front de gauche. Sonia Gandhi est favorite pour devenir Première ministre mais une campagne contre ses origines italiennes lancée par les mouvements nationalistes la pousse à renoncer et elle choisit Manmohan Singh pour le poste. Elle reste cependant à la tête du Congrès et préside le Conseil national consultatif, chargé de conseiller le gouvernement.
Le gouvernement UPA fait adopter plusieurs mesures sociales, notamment un programme national d'emploi garanti pour les zones rurales, l'inscription dans la loi du droit à l'éducation mais également de la liberté d'accès aux documents administratifs. Malgré le retrait du Front de gauche à la suite d'un accord avec les États-Unis sur le nucléaire civil, le gouvernement parvient à se maintenir au pouvoir cinq ans. Lors des élections de 2009, le Congrès et l'UPA améliorent leur score et Manmohan Singh est reconduit pour un second mandat.
Durant son second mandat, le gouvernement UPA perd en popularité en raison du ralentissement de la croissance économique mais également de plusieurs scandales de corruption impliquant des ministres,. Rahul Gandhi, le fils de Sonia Gandhi, prend plus de responsabilités au sein du Congrès, dont il devient vice-président en 2013, mais son leadership n'empêche pas la défection de partis alliés lors de différents scrutins dans les États.

#### Dans l'opposition (depuis 2014)
À l'approche des élections de 2014, Manmohan Singh annonce qu'il ne se représente pas et Rahul Gandhi se voit confier la direction de campagne. Le BJP choisit comme candidat Narendra Modi, le ministre en chef du Gujarat, controversé pour ses actions durant les émeutes anti-musulmans de 2002 mais crédité de l'essor économique de l'État.
Le scrutin se solde par une défaite sans précédent pour le Congrès, qui ne remporte que 44 sièges, soit le pire résultat de son histoire, alors que le BJP remporte à lui seul la majorité absolue.
Le Congrès subit par la suite plusieurs défaites dans différents États, notamment l'Uttar Pradesh en 2017, même si une nouvelle stratégie d'alliance avec les partis du Janata Parivar a permis une victoire au Bihar en 2016. Ces résultats conduisent plusieurs dirigeants du parti, dont Rahul Gandhi, à souhaiter des « changements structurels », sans que le leadership de la famille Nehru-Gandhi soit remis en cause.
Le 16 décembre 2017, Sonia Gandhi cède la place à la présidence du parti à son fils Rahul Gandhi, qui en était jusqu'alors vice-président.
Bien qu'étant l'artisan du tournant néolibéral de l'Inde, le Congrès national indien entreprend un virage à gauche à l'approche des élections législatives de 2019 : revenu minimum garanti pour les plus démunis, mesures de lutte contre la pollution ou encore remise en cause des lois d’exception permettant à l’armée de réprimer en toute impunité au Cachemire. Il ne progresse que faiblement à l'issue des élections, passant de 44 à 52 sièges (19,5 % des voix).

## Organisation interne

### Présidents
- Womesh Chunder Bonnerjee
- Dadabhai Naoroji
- Badruddin Tyabji
- George Yule
- William Wedderburn
- Pherozeshah Mehta
- Anandacharlu
- Womesh Chunder Bonnerjee
- Dadabhai Naoroji
- Alfred Webb
- Surendranath Banerjee
- Rahimtulla M. Sayani
- C. Sankaran Nair
- Anandamohan Bose
- Romesh Chunder Dutt
- N. G. Chandavarkar
- Dinshaw Edulji Wacha
- Surendranath Banerjee
- Lalmohan Ghosh
- Henry Cotton
- Gopal Krishna Gokhale
- Dadabhai Naoroji
- 1907-1908 : Rash Behari Ghosh
- Madan Mohan Malaviya
- William Wedderburn
- Bishan Narayan Dar
- Raghunath Narasinha Mudholkar
- Nawab Syed Muhammad Bahadur
- Bhupendra Nath Bose
- Satyendra Prasanno Sinha
- Ambica Charan Mazumdar
- Annie Besant
- Madan Mohan Malaviya
- Syed Hasan Imam
- Motilal Nehru
- Lala Lajpat Rai
- C. Vijayaraghavachariar
- Hakim Ajmal Khan
- Chitta Ranjan Das
- Mohammed Ali Jouhar
- Abul Kalam Azad
- Mohandas Karamchand Gandhi
- Sarojini Naidu
- S. Srinivasa Iyengar
- Mukhtar Ahmed Ansari
- Motilal Nehru
- Jawaharlal Nehru
- Vallabhbhai Patel
- 1932-1933 : Madan Mohan Malaviya
- Nellie Sengupta
- 1934-1935 : Rajendra Prasad
- 1936-1937 : Jawaharlal Nehru
- 1938-1939 : Subhas Chandra Bose
- 1940-1946 : Abul Kalam Azad
- J. B. Kripalani
- 1948-1949 : Bhogaraju Pattabhi Sitaramayya
- Purushottam Das Tandon
- 1951-1954 : Jawaharlal Nehru
- 1955-1959 : U. N. Dhebar
- Indira Gandhi
- 1960-1963 : Neelam Sanjiva Reddy
- 1964-1967 : K. Kamaraj
- 1968-1969 : S. Nijalingappa
- 1970-1971 : Jagjivan Ram
- 1972-1974 : Shankar Dayal Sharma
- 1975-1977 : Devakanta Barua
- 1978-1984 : Indira Gandhi
- 1985-1991 : Rajiv Gandhi
- 1992-1996 : Pamulaparthi Venkata Narasimha Rao
- 1996-1998 : Sitaram Kesri
- 1998-2017 : Sonia Gandhi
- 2017-2019 : Rahul Gandhi
- 2019-2023: Sonia Gandhi (intérim)
- depuis 2023 Mallikarjun Kharge

### Instances
Les statuts du Congrès sont toujours basés sur l'organisation adoptée à l'initiative du Mahatma Gandhi entre 1918 et 1920. En particulier, la cotisation d'adhésion au parti n'est que de 5 ₹ et les membres sont théoriquement tenus de respecter certaines règles dans leur vie quotidienne, tel que porter du khādī, s'abstenir de boire de l'alcool, ne pas pratiquer l'intouchabilité et avoir une activité manuelle.
L'unité de base du Congrès et le comité primaire, qui regroupe les membres résidant sur le territoire d'un bureau de vote. Il existe des comités du Congrès par bloc, tehsil et district. Au niveau de chaque État et territoire, il existe un comité d'État du Congrès (Pradesh Congress Committee) responsable des campagnes politiques dans l'État ou le territoire. Enfin, au niveau national, le Congrès est administré par un comité pan-indien (All India Congress Committee ou AICC) où siègent les délégués des comités d'État, les leaders des groupes parlementaires du Parlement et des Vidhan Sabhas et des représentants des députés. L'instance suprême du Congrès est la session : à l'origine, elle se réunissait chaque année et élisait le président du parti pour un mandat d'un an. Aujourd'hui, les statuts prévoient une session du Congrès tous les trois ans. Enfin, l'organe exécutif du Congrès est le comité de travail (Working Committee).
Toutefois, malgré les élections prévues par les statuts, le pouvoir au sein du Congrès est concentré par sa direction et notamment la famille Nehru-Gandhi, dont est issue la présidente du parti depuis 1998 Sonia Gandhi ainsi que le vice-président depuis 2013 Rahul Gandhi. Cette centralisation date de l'époque d'Indira Gandhi, alors qu'elle dirigeait le parti avec l'aide de son fils Sanjay puis, à la mort de ce dernier, Rajiv. Il est ainsi fréquent depuis les années 1970 que les dirigeants du Congrès ne soient pas élus mais désigné directement par la direction nationale, y compris en ce qui concerne les membres des comités dans les États. L'organisation d'élections internes a été annoncée pour 2015 mais repoussée : début 2017, la Commission électorale indienne a ordonné au parti de les organiser avant le 15 juillet 2017.

### Organisations associées
Comme les autres importants partis politiques indiens, le Congrès dispose d'organisations affiliées dans certains secteurs :
- l'Union nationale des étudiants d'Inde (National Students' Union of India, le syndicat étudiant du Congrès,
- le Congrès indien de la jeunesse (Indian Youth Congress) est l'organisation de jeunesse du parti,
- le Congrès national indien des syndicats (Indian National Trade Union Congress) qui était, jusqu'en 2007, le premier syndicat indien,
- le Congrès Mahila (All India Mahila Congress) est l'organisation des femmes du parti,
- le Seva Dal est une organisation militante.

## Symboles
En 1931, le Congrès adopte le drapeau du Swaraj comme symbole officiel. Le drapeau est inspiré d'une proposition de Gandhi en 1921. Les couleurs du drapeau représentent le sacrifice du peuple, la pureté et l'espoir et le charkha (rouet servant à filer le coton) est un symbole de la philosophie gandhienne de l'auto-suffisance. Ce drapeau a servi de base à l'actuel drapeau de l'Inde et est toujours officiellement le drapeau du Congrès, bien qu'il ne soit plus utilisé.
Après l'Indépendance, le Congrès utilise comme symbole électoral deux bœufs retenus par un joug. Après l'exclusion d'Indira Gandhi en 1969, le Congrès (R) utilise une vache et son veau. En 1978, lorsqu'Indira Gandhi crée le Congrès (I), le symbole qu'elle choisit est une main ouverte,. C'est toujours ce symbole qui est utilisé aujourd'hui.

Drapeau du Swaraj, adopté par le Congrès en 1931.
Symbole électoral du Congrès de 1951 à 1969.
Symbole électoral du Congrès (R) puis du Congrès de 1969 à 1978.

## Résultats électoraux

États où le Congrès…
… forme le gouvernement seul.
… forme le gouvernement en coalition.
… est le partenaire minoritaire de la coalition au pouvoir.
… est le principal parti d'opposition.
Autres situations.

| Année                          | %                              | Sièges                         | Résultat                       |
| Assemblée législative centrale | Assemblée législative centrale | Assemblée législative centrale | Assemblée législative centrale |
| ------------------------------ | ------------------------------ | ------------------------------ | ------------------------------ |
| 1920                           | N/A                            | 0 / 104                        | Boycott                        |
| 1923                           | N/A                            | 0 / 105                        | Boycott                        |
| 1926                           | N/A                            | 0 / 105                        | Boycott                        |
| 1930                           | N/A                            | 0 / 105                        | Boycott                        |
| 1934                           |                                | 42 / 106                       | Opposition                     |
| 1945                           |                                | 59 / 102                       | Gouvernement                   |
| Lok Sabha                      |                                |                                |                                |
| 1952                           | 44,99                          | 364 / 487                      | Gouvernement                   |
| 1957                           | 47,78                          | 371 / 492                      | Gouvernement                   |
| 1962                           | 44,72                          | 361 / 492                      | Gouvernement                   |
| 1967                           | 40,78                          | 283 / 518                      | Gouvernement                   |
| 1971                           | 43,68                          | 352 / 518                      | Gouvernement                   |
| 1977                           | 34,52                          | 153 / 542                      | Opposition                     |
| 1980                           | 42,69                          | 353 / 542                      | Gouvernement                   |
| 1984                           | 49,10                          | 404 / 533                      | Gouvernement                   |
| 1989                           | 39,53                          | 197 / 545                      | Opposition                     |
| 1991                           | 35,66                          | 244 / 545                      | Gouvernement                   |
| 1996                           | 28,80                          | 140 / 545                      | Opposition                     |
| 1998                           | 25,82                          | 141 / 545                      | Opposition                     |
| 1999                           | 28,30                          | 114 / 545                      | Opposition                     |
| 2004                           | 26,53                          | 145 / 545                      | Gouvernement                   |
| 2009                           | 28,55                          | 206 / 545                      | Gouvernement                   |
| 2014                           | 19,31                          | 44 / 545                       | Opposition                     |
| 2019                           | 19,49                          | 52 / 545                       | Opposition                     |
| 2024                           | 21,19                          | 99 / 543                       | Opposition                     |